# Mosquer capgrís
El mosquer capgrís (Mionectes rufiventris) és un ocell de la família dels tirànids (Tyrannidae).

## Hàbitat i distribució
Habita els boscos de les terres baixes del sud-est del Brasil, sud-est de Paraguai i nord-est de l'Argentina.